# Saint-Symphorien-sous-Chomérac
Saint-Symphorien-sous-Chomérac település Franciaországban, Ardèche megyében. Lakosainak száma 855 fő (2022. január 1.). Saint-Symphorien-sous-Chomérac Baix, Chomérac, Saint-Julien-en-Saint-Alban és Saint-Lager-Bressac községekkel határos.

## Népesség
A település népessége az elmúlt években az alábbi módon változott:
| Lakosok száma | 246  | 381  | 519  | 712  | 767  | 761  | 757  | 777  | 787  | 855  |
|               | 1968 | 1982 | 1990 | 2006 | 2013 | 2015 | 2017 | 2019 | 2020 | 2022 |